# Bragança (Portugal)
Bragança (IPA: [bɾɐˈɣɐ̃sɐ]) is een stad en gemeente in het Portugese district Bragança. De gemeente ligt in het noorden van Portugal, aan de Spaanse grens. De gemeente heeft een totale oppervlakte van 1174 km² en telde 34.750 inwoners in 2001.
Bragança kreeg stadsrechten in 1464 en is de centrale plaats in het gelijknamige district met ongeveer 20.000 inwoners.

## Bezienswaardigheden
Bezienswaardig is het kasteel Castelo de Bragança.

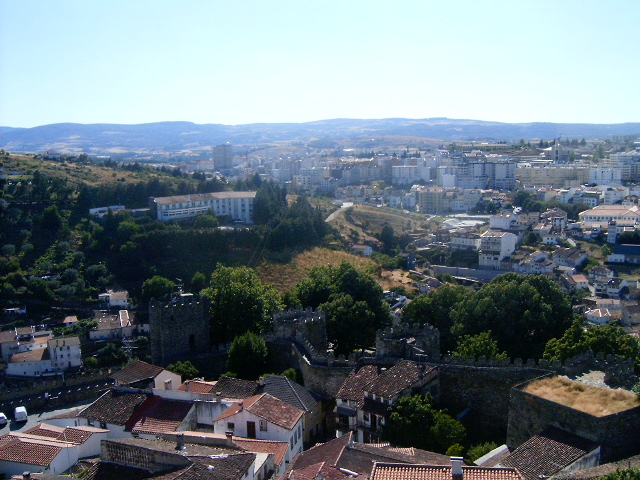
Uitzicht vanaf het kasteel
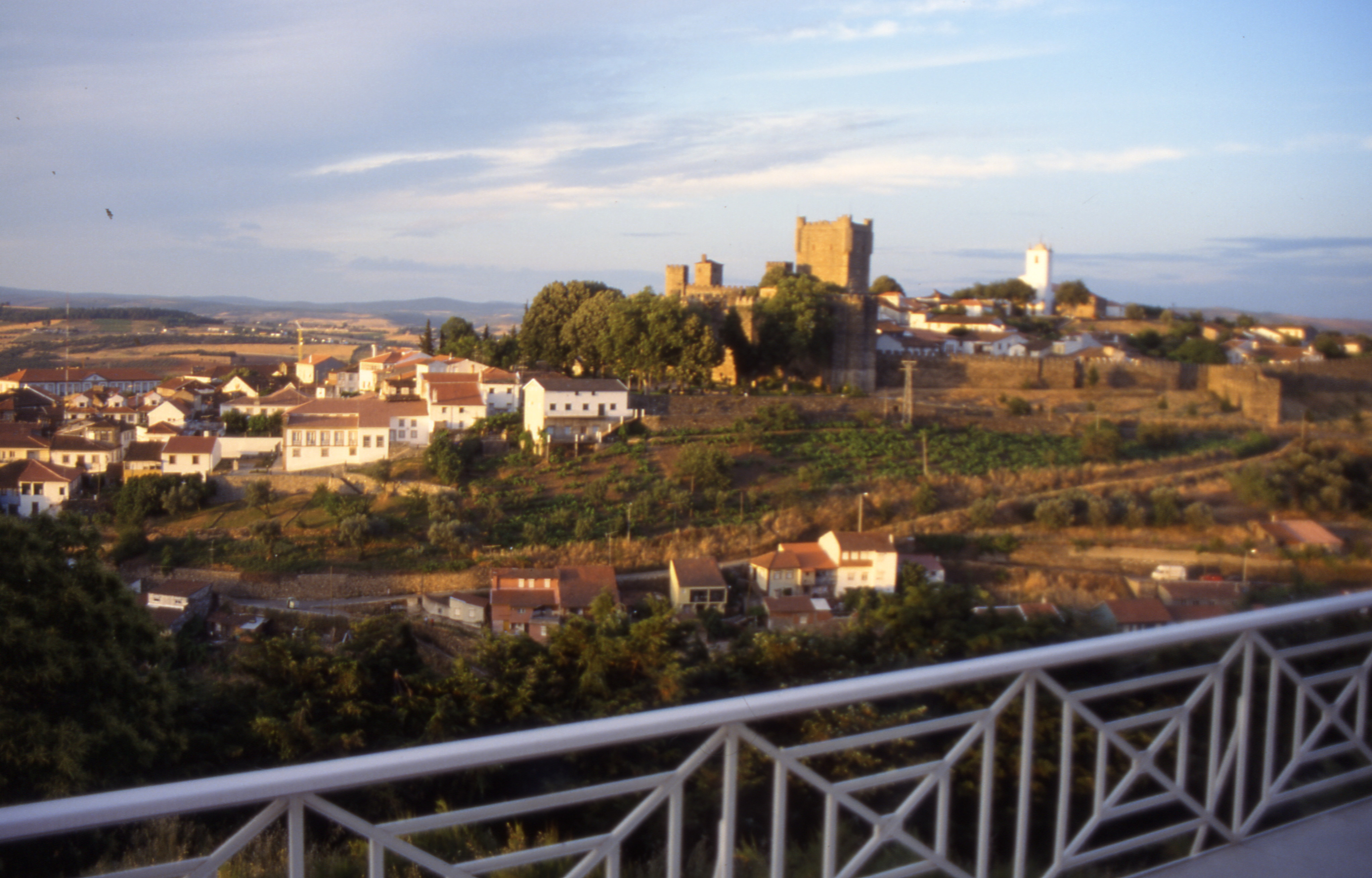
Het kasteel van Bragança
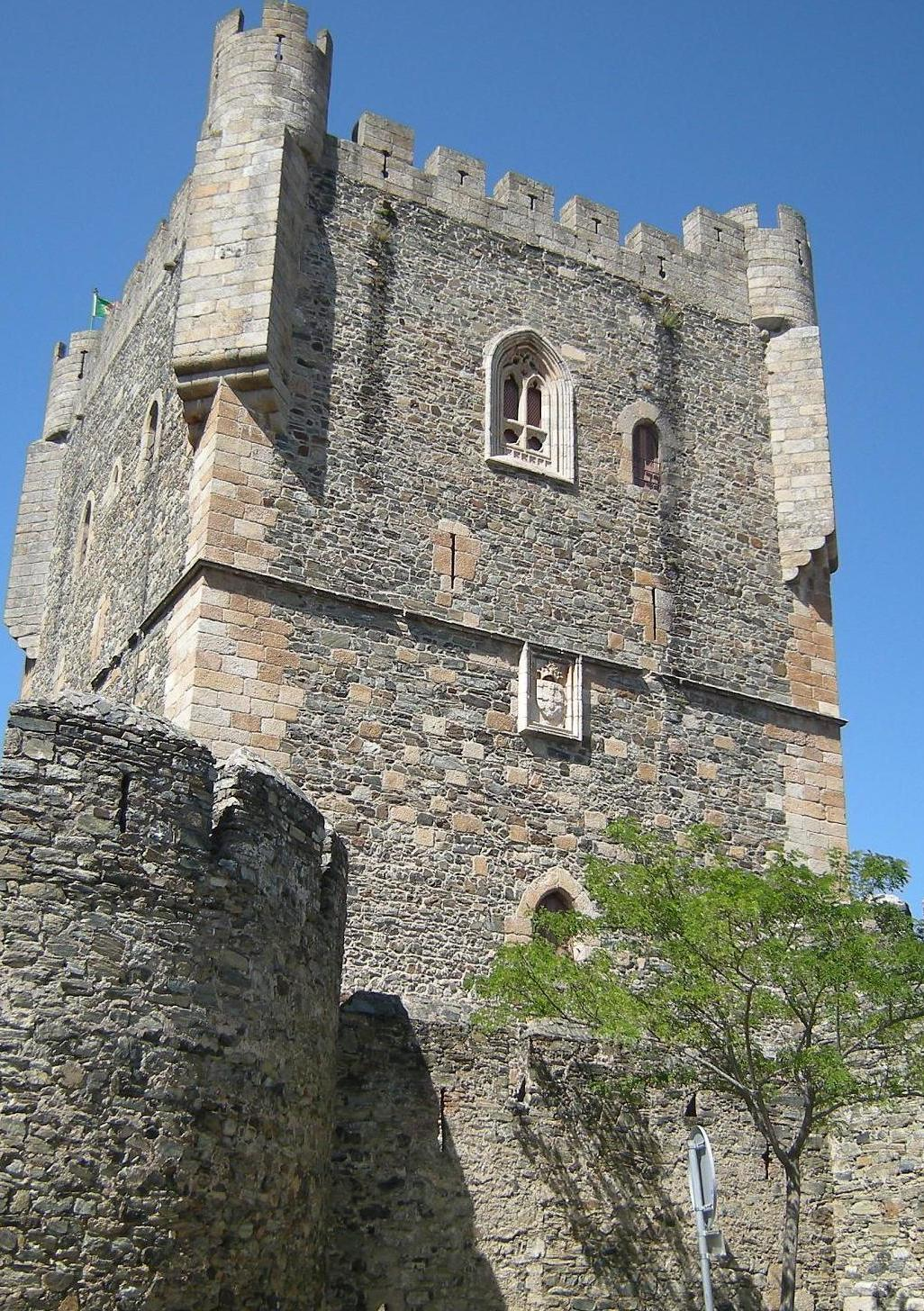
De toren Torre de Menagem

## Plaatsen in de gemeente
De gemeente bestaat uit de volgende freguesias:
| - Alfaião - Aveleda - Babe - Baçal - Calvelhe - Carragosa - Carrazedo - Castrelos - Castro de Avelãs - Coelhoso - Deilão - Donai - Espinhosela - Faílde - França - Gimonde - Gondesende | - Guadramil - Gostei - Grijó de Parada - Izeda - Macedo do Mato - Meixedo - Milhão - Mós - Nogueira - Outeiro - Parada de Infanções - Paradinha Nova - Parâmio - Pinela - Pombares - Quintanilha - Quintela de Lampaças | - Rabal - Rebordainhos - Rebordãos - Rio de Onor - Rio Frio - Salsas - Samil - Santa Comba de Rossas - Santa Maria (Bragança) - São Julião de Palácios - São Pedro de Sarracenos - Sé (Bragança) - Sendas - Serapicos - Sortes - Zoio |

## Geboren
- Ricardo Vilela (1987), wielrenner
- Luís Miguel Afonso Fernandes, "Pizzi" (1989), voetballer

Alfândega da Fé · Bragança · Carrazeda de Ansiães · Freixo de Espada à Cinta · Macedo de Cavaleiros · Miranda do Douro · Mirandela · Mogadouro · Torre de Moncorvo · Vila Flor · Vimioso · Vinhais